# Kaiser Gates
Kaiser Gates   (Atlanta, 8 de novembre de 1996) és un jugador de bàsquet estatunidenc. Amb 2,01 metres d'alçada juga en la posició d'aler pivot.

## Trajectòria

### Universitat
Va jugar tres temporades amb els Musketeers de la Universitat Xavier, en les quals va fer una mitjana de 5,5 punts i 3,8 rebots per partit. Després de la seva temporada júnior va anunciar que es presentaria al Draft de l'NBA renunciant així al seu últim any com a universitari.

### Professional
Després de no ser triat en el Draft de l'NBA del 2018 va disputar les Lligues d'Estiu de la NBA amb els Chicago Bulls, jugant tres partits en els quals va fer una mitjana de 6,7 punts i 1,7 rebots. Va signar posteriorment amb els Bulls per a realitzar la pretemporada, però després d'un partit va ser tallat. Finalment va anar assignat a la filial dels Bulls a la G League, els Windy City Bulls.
El 8 de setembre de 2021 signa pel Hapoel Jerusalem BC de la lliga israeliana. A mitjans d'agost de 2022 fitxa pel Gevi Napoli, equip de la lliga italiana, però tan sols dotze dies després s'ho repensa després de l'interès mostrat per una franquícia de l'NBA, forçant la rescissió del seu contracte amb el club italià.
Finalment el 4 de novembre de 2022 torna als Estats Units i fitxa pels Long Island Nets de la G League. El 30 de setembre de 2023 signa un contracte dual amb Nova Orleans Pelicans amb els que debutaria a l'NBA. El 3 de novembre, després d'haver jugat només un partit de temporada regular, és tallat de l'equip. Una setmana després va tornar als Nets.
El 26 de juliol de 2024 fitxa pel Club Joventut Badalona de la lliga ACB. En el mes de gener es desvincula de la Penya i fitxa per l'UCAM Murcia.